# Миньо, Жан-Паскаль
Жан-Паска́ль Миньо́ (фр. Jean-Pascal Mignot 26 февраля 1981, Руан, Франция) — французский футболист, защитник.

## Клубная карьера

### «Осер»
Жан-Паскаль Миньо — воспитанник клуба «Осер». Дебютировал в основном составе клуба 18 января 2003 года в матче чемпионата Франции против «Монпелье»
.
26 февраля 2004 года в матче против «Панатинаикоса» Миньо впервые сыграл в кубке УЕФА
.
Защитник забил первый гол за «Осер» 21 августа 2004 года в матче чемпионата Франции против «Сошо»
.
Всего в составе «бургундцев» Миньо провёл 9 сезонов, выигрывал кубок Франции, провёл 202 матча в Лиге 1 и помимо кубка УЕФА поиграл в Лиге чемпионов (4 матча в сезоне 2010/11) и кубке Интертото (2 матча в сезоне 2006/07).

### «Сент-Этьен»
В 2011 году Жан-Паскаль Миньо перешёл в «Сент-Этьен». Защитник провёл первый матч за «Сент-Этьен» 7 августа 2011 года (в первом туре чемпионата Франции против Бордо)
.
В следующем матче Миньо отдал голевую передачу на Сильвена Маршаля,
а 19 февраля 2012 года и сам ударом головой забил гол в ворота «Ренна»

### «Сошо»
Летом 2014 года стал игроком клуба Лиги 2 «Сошо». Во втором матче забил свой первый гол в новой команде, в ворота «Аяччо», чем помог одержать победу над соперником со счетом 2-0.

## Достижения
- Обладатель кубка Франции: 2004/05
- Обладатель Кубка французской лиги: 2012/13
- Победитель кубка Интертото: 2006